# Bom Jardim (Pernambuco)
Bom Jardim é um município brasileiro do estado de Pernambuco. Localizado na Região Geográfica Intermediária do Recife e na Região Imediata de Limoeiro. O município é formado pela sede, e mais quatro distritos: Bizarra, Tamboatá, Umari e Encruzilhada.

## História
Envolta em poética lenda está a fundação de Bom Jardim. O povoado desenvolveu-se no entorno de uma capela em homenagem a  Santa Ana. Seus primeiros habitantes foram mercadores de algodão do sertão da Paraíba, com grande movimento de tropeiros que buscavam o algodão bruto em Campina Grande para beneficiá-lo no Recife.
A igreja matriz, em estilo toscano, foi construída por missionários capuchinhos em 1876.
Sobre o nome Bom Jardim há uma lenda, segundo a qual o primitivo proprietário das terras da região no início do século XVIII contratou um capelão para dar assistência religiosa à população local. O capelão foi habitar em uma elevação, em um lugar cheio de árvores frondosas e paus-d´arco, circundado por um riacho. Extasiado com a beleza do lugar, o capelão exclamou: "Este sim é um Bom Jardim!", a partir daí passou-se a chamar o curato do Bom Jardim.
Na época de  sua criação o município de Bom Jardim tinha cerca de 2273 quilômetros quadrados, incluindo toda a Microrregião do Alto Capibaribe, e mais da metade da Microrregião do Médio Capibaribe. 
Ao longo dos anos, o município perdeu seu enorme território para a criação de 15 municípios: Surubim, João Alfredo, Macaparana, São Vicente Férrer, Machados, Taquaritinga do Norte, Orobó, Vertente do Lério, Salgadinho, Casinhas, Vertentes, Frei Miguelinho, Santa Cruz do Capibaribe, Santa Maria do Cambucá  e Toritama .

### Cronologia municipal
- 29 de dezembro de 1757: é criada a freguesia do Bom Jardim.[8]
- 16 de agosto de 1800: a povoação do Bom Jardim recebe os foros de Distrito.
- 19 de maio de 1870: lei Provincial 922 cria o município de Bom Jardim, desmembrado do território de Limoeiro. A sede é elevada à  categoria de vila.[8]
- 19 de julho de 1871: é instalada a Câmara de Bom Jardim, conforme comunicado através de ofício em 24 de julho do mesmo ano.[8]
- 24 de maio de 1873: criação da Comarca de Bom Jardim.[8]
- 4 de fevereiro de 1879: elevação da sede a  categoria de cidade.[8]. O município, no entanto, só foi oficialmente constituído em 10 de julho de 1893, com base no art. 2º das disposições gerais da Lei 52 de 3 de agosto de 1892.[8]

Entidades Bom-jardinense
Henrique Pereira de Lucena, Francisco Julião, Levino Ferreira, Bráulio de Castro, Estácio Souto Maior e outros.

## Hino, Cultura, Turismo e Comunicação
Hino
Criado pelas Irmãs Beneditinas, o hino mostra quão simples e aconchegante é a pequena e pacata cidade.
Hino de Bom Jardim - PE
"Torrão Natal, oh terra minha
Te quero bem! te quero bem!
És meu prazer! És meu anelo!
Viver contigo fazer-te bem! 
Meu Bom Jardim de Panaroma
Tão singular, tão singular!
Encata a todos os viajeiros!
Meu Bom Jardim, ei de te amar!" 
Turismo
O turismo na cidade é bastante conhecido pelas atrações musicais, parques como a Pedra do Navio, Pedra do Cabloco, Cachoeira de Paquevira, Casarões Antigos, Museu de Bom Jardim, Biblioteca Municipal, Praças bem floridas e verdes. Esses são atrações turísticas que encantam os turistas que passam pela cidade. 
Cultura
A Terra dos Músicos como é apelidada, não é só reconhecida por ter vários músicos mas, também por ter a maior reserva de marrom-imperial do mundo. Com sua famosa Pedra do Navio, a Cachoeira de Paquevira, os Caboclinhos, os Casarões em estilo europeu, as Igrejas católicas, Pedra do Caboclo, Gruta de Lourdes (Umari), entre tantas outras belezas naturais desse poético município. 
Bom Jardim abriga um dos polos do Carnaval de Pernambuco, o maior da região que é composto pelas manifestações populares, como os Caboclinhos da Baraúna, os blocos tradicionais de ruas com orquestras, como o Bloco Punaré, Bloco Coréia e Cia e o Bloco Frango da Madrugada, Bloco dos times Santa e Sport, Bloco Os Atrapalhados, Bloco Bananas de Pijamas, Bloco Os Desmantelados, Bloco Sem freio, Bloco The Come Dorme, Bloco Vai quem Quer, Bloco Vila Beer, Bloco das Virgens. Além dos blocos tradicionais, a festa é marcada com shows no Polo Levino Ferreira e outros. Festas dos Reis, Festão de São Sebastião, Festa de São José, Festa São João, Festa da Emancipação, Cuxilo Fest, Festa de Réveillon são alhos bem tradicionais na cidade.  
Comunicação
A cidade possui uma rádio a Cult FM 98.5, e outros meios digitais como Bom Jardim News, Portal Bom Jardim, Bom Jardim Ordinário e etc... Podcasts conhecidos na cidade são Talk Bonja, Petra Podcast e outros. Além de ser uma cidade com diversos influenciadores digitais no Instagram.

## Geografia e Política
Localiza-se a uma latitude 07º47'45" sul e a uma longitude 35º35'14" oeste. Sua população estimada no último censo do IBGE 2022 era de 37.190 habitantes.
Possui atualmente uma área de 224,108 km², segundo estatísticas do IBGE 2022.

### Bairros
- Alto Do Carmo
- Alto Paraíso
- Alto São José
- Baraúna
- Bonfim
- Caixa D’água
- Catolé
- Centro
- COHAB (Conjunto Habitacional)
- Derby
- Guedes
- Itagiba
- Jardim Sant’Ana
- Nova Descoberta (Coréia)
- Piabas
- Quatis
- São Félix
- Vila Noélândia
- Vila Nova Itagiba

### Distritos
- Bizarra
- Tamboatá
- Umari
- Encruzilhada
- Povoados / Zona Rural
- Pindobinha
- Lagoa Comprida
- Lagoa de Negro
- Freitas
- Passassunga
- Pé de Serra
- Vila Paraná
- Vila Bela Vista
- Gruta de Chuva
- Espera
- Pindoba
- Pau Santo
- Pedra do Navio
- Pendência
- Camelos
- Correntes
- Melão
- Remenda
- Sapucaia
- Paquevira
- Pedra Fina
- Barroncos
- Torto
- Camará
- Feijão
- Altos
- Lagoa da Casa
- Açudes
- Balança
- Buraco do Tatu
- Chã do Arroz
- Chã do Caboclo
- Aroeiras
- Manibu (Bom Jardim)
- Varjão (Bom Jardim)

### Relevo
O município de Bom Jardim situa-se no Planalto da Borborema, formado por maciços e outeiros altos. A altitude varia de 650 a 1.000 metros. O relevo é geralmente movimentado, com vales profundos e estreitos dissecados. Os solos variam com a altitude:
- Superfícies suave-onduladas a onduladas: ocorrem os Planossolos, de profundidade média, ótima drenagem, ácidos a moderadamente ácidos e fertilidade natural média; ocorrem também os solos Podzólicos,profundos, argilosos, e de fertilidade natural média a alta.
- Nas elevacões: ocorrem os solos Litólicos, rasos, argilosos e de fertilidade natural média.
- Vales dos rios e riachos: ocorrem os Planossolos, de média profundidade, imperfeitamente drenados, textura média/argilosa, moderadamente ácidos, fertilidade natural alta e problemas de salinização.

Ocorrem ainda afloramentos de rochas. Está localizada em  Bom Jardim a maior reserva de Granito Marrom Imperial do mundo.

### Vegetação
A vegetação nativa é composta por Florestas Subcaducifólica e Caducifólica, próprias das áreas do Agreste.

### Hidrografia
O município de Bom Jardim está situado nos domínios da bacia hidrográfica do Rio Goiana. Seus principais tributários são os rios Orobó, Tracunhaém e Caiai, além dos riachos: Cachoeirinha, Modo, Câmara, Pirauá, do Tanque, Grande, Canguangue, Altos e Aroeiras. Os principais cursos d´água são temporários. A Represa de Pedra Fina é o principal reservatório do múnicipio.

### Clima
O município está incluído na área geográfica de abrangência do semiárido brasileiro, definida pelo Ministério da Integração Nacional em 2005.
| Dados climatológicos para Bom Jardim | Dados climatológicos para Bom Jardim | Dados climatológicos para Bom Jardim | Dados climatológicos para Bom Jardim | Dados climatológicos para Bom Jardim | Dados climatológicos para Bom Jardim | Dados climatológicos para Bom Jardim | Dados climatológicos para Bom Jardim | Dados climatológicos para Bom Jardim | Dados climatológicos para Bom Jardim | Dados climatológicos para Bom Jardim | Dados climatológicos para Bom Jardim | Dados climatológicos para Bom Jardim | Dados climatológicos para Bom Jardim |
| Mês                                  | Jan                                  | Fev                                  | Mar                                  | Abr                                  | Mai                                  | Jun                                  | Jul                                  | Ago                                  | Set                                  | Out                                  | Nov                                  | Dez                                  | Ano                                  |
| ------------------------------------ | ------------------------------------ | ------------------------------------ | ------------------------------------ | ------------------------------------ | ------------------------------------ | ------------------------------------ | ------------------------------------ | ------------------------------------ | ------------------------------------ | ------------------------------------ | ------------------------------------ | ------------------------------------ | ------------------------------------ |
| Temperatura máxima média (°C)        | 30,3                                 | 30,2                                 | 29,6                                 | 28,6                                 | 27,2                                 | 25,7                                 | 25,2                                 | 25,8                                 | 27,1                                 | 28,8                                 | 29,8                                 | 29,7                                 | 28,2                                 |
| Temperatura média (°C)               | 25                                   | 25,1                                 | 24,8                                 | 24,2                                 | 23,6                                 | 22                                   | 21,4                                 | 21,6                                 | 22,6                                 | 23,7                                 | 24,4                                 | 24,5                                 | 23,6                                 |
| Temperatura mínima média (°C)        | 19,8                                 | 20                                   | 20,1                                 | 19,9                                 | 20,1                                 | 18,4                                 | 17,6                                 | 17,4                                 | 18,1                                 | 18,6                                 | 19,1                                 | 19,4                                 | 19                                   |
| Precipitação (mm)                    | 70                                   | 74                                   | 129                                  | 168                                  | 161                                  | 184                                  | 192                                  | 95                                   | 60                                   | 23                                   | 22                                   | 45                                   | 1 223                                |
| Fonte: Climate-Data.org              |                                      |                                      |                                      |                                      |                                      |                                      |                                      |                                      |                                      |                                      |                                      |                                      |                                      |

### Aspectos sócio-econômicos
O Índice de Desenvolvimento Humano Municipal-IDH-M é de 0,618, o que situa o município em 94º no ranking estadual e em 4348º no nacional.